# 特拉華縣 (愛阿華州)
特拉華縣（英語：Delaware County）是美國愛阿華州東部的一個縣。面積1,500平方公里。根據美國2000年人口普查，共有人口18,404。縣治曼徹斯特。
成立於1837年，縣名紀念來自特拉華州的聯邦參議員約翰·密德頓·克萊頓 (John Middleton Clayton)。一說來自紐約州同名的縣。